# Hilary Ewert-Krzemieniewski
Hilary Ewert-Krzemieniewski (ur. 13 stycznia 1885 w Kcyni, zm. 24 marca 1951 w Gdyni) – polski prawnik, wicewojewoda pomorski (1926–1928).

## Życiorys
Syn Augustyna i Józefy z Krzemieniewskich. Ukończył szkołę elementarną w Prüm w okolicach Trewiru. Uczęszczał gimnazjum w Prüm i Ostrowie Wielkopolskim. Uzyskał świadectwo dojrzałości w marcu 1903. Studiował prawo na uniwersytetach we Wrocławiu, Monachium i Berlinie. W tym okresie należał do Związki Młodzieży Polskiej „Zet”. Po ukończeniu studiów w lipcu 1909 zdał egzamin referendarski i pracował jako urzędnik na Pomorzu. W sierpniu 1914 zdał w Berlinie egzamin sędziowski i otrzymał stopień asesora sądowego. Od września tego roku był sędzią pomocniczym w Lęborku. Od kwietnia 1915 do lutego 1918 pracował jako adwokat w Wągrowcu. 25 lutego 1918 został zastępcą landrata w tym mieście, zaś 30 grudnia 1918 - komisarycznym starostą powiatowym w Wągrowcu z ramienia państwa polskiego.

Od 3 listopada 1919 r. pełnił funkcję naczelnika wydziału i pełniącego obowiązki szefa Sekcji Bezpieczeństwa Publicznego w Departamencie Spraw Wewnętrznych Ministerstwa byłej Dzielnicy Pruskiej. 1 listopada 1920 objął obowiązki kierownika Sekcji Administracyjnej i sędziego Senatu Administracyjnego, od 29 sierpnia 1921 był zastępcą Dyrektora Departamentu w tym ministerstwie. Od 30 lipca 1922 był starostą powiatowym w Czarnkowie. Od grudnia 1924 do sierpnia 1926 pełnił funkcję wicewojewody pomorskiego. W tym okresie wspierał teatr na Pomorzu, m.in. Operę Pomorską w Toruniu. Po rezygnacji z funkcji wicewojewody przeniósł się do Wejherowa, następnie zaś do Gdyni. Był pierwszym adwokatem i notariuszem zamieszkałym w tym mieście (jego kancelaria znajdowała się w budynku ZUS na rogu Świętojańskiej i 10 Lutego). W lipcu 1927 został członkiem Magistratu Gdyni, zaś od 10 listopada 1927 do kwietnia 1929 z wyboru Rady Miejskiej sprawował urząd drugiego burmistrza tego miasta. Na tym stanowisku przyczynił się do utworzenia Sądu Powiatowego w 1928. Przed II wojną światową pełnił funkcje prezesa okręgu Obozu Zjednoczenia Narodowego, prezesa Rad Nadzorczych Polskiego Zjednoczenia Rybaków Morskich i Miejskiego Towarzystwa Komunikacyjnego, naczelnika Zarządu i członka honorowego dyrekcji Komunalnej Kasy Oszczędności Miasta Gdyni, prezesa komitetu organizacyjnego Towarzystwa Czytelni Ludowych, prezesa Towarzystwa oświatowo-kulturalnego „Balto-Polonia” oraz rady spółdzielni budowlanej. Był także członkiem założycielem Towarzystwa Przyjaciół Gdyni i Orłowa (mieszkał w Orłowie w willi „Krysia”). Należał do Towarzystwa Naukowego w Toruniu i Rady Parafialnej parafii Najświętszej Marii Panny Królowej Polski w Gdyni. Za zasługi w pracy społecznej został odznaczony Krzyżem Oficerskim Orderu Odrodzenia Polski, Złotym Krzyżem Zasługi oraz Medalem Niepodległości. W pracy społecznej była aktywna też jego żona Maria z Witkowskich (1887–1976), m.in. prezeska gdyńskiego Polskiego Białego Krzyża. W tej roli zainicjowała w czerwcu 1930 tradycję puszczania wianków na morzu.

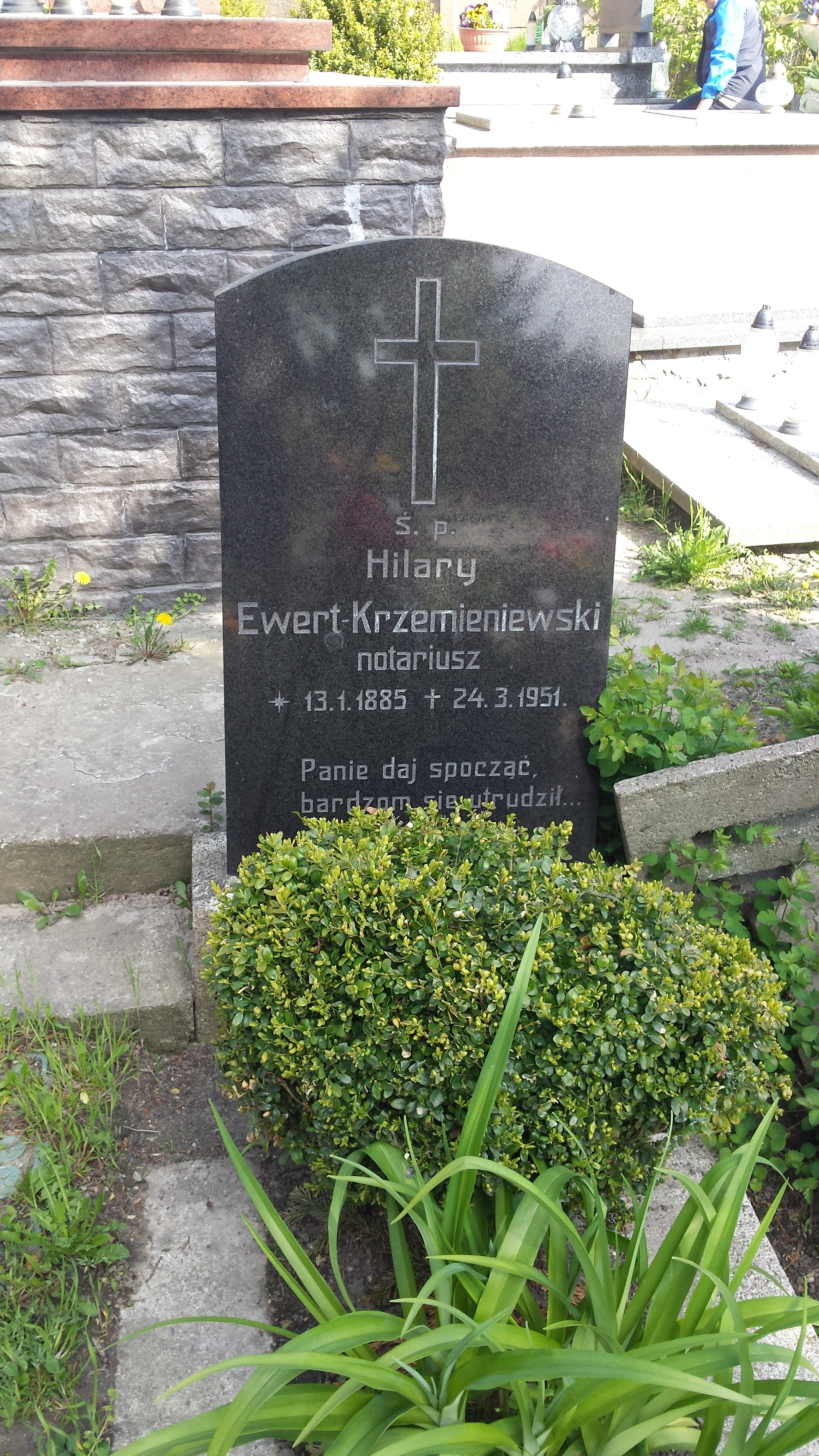
Grób Hilarego Ewerta-Krzemieniewskiego w Gdyni-Oksywiu

Podczas II wojny światowej mieszkał m.in. w Warszawie i Pruszkowie (po powstaniu warszawskim). W 1945 powrócił do Gdyni i nadal pracował jako notariusz. Jest pochowany na Cmentarzu parafialnym w Gdyni-Oksywiu.

## Ordery i odznaczenia
- Krzyż Oficerski Orderu Odrodzenia Polski
- Złoty Krzyż Zasługi
- Medal Niepodległości (27 czerwca 1938)[4]